# Ікедзірі Маю
Ікедзірі Маю (яп. 池尻 茉由; нар. 19 грудня 1996) — японська футболістка. Вона грала за збірну Японії.

## Клубна кар'єра
У 2019 році дебютувала в «Suwon UDC».

## Кар'єра в збірній
У червні 2019 року, її викликали до національної збірної Японії на SheBelieves Cup. На цьому турнірі, 27 лютого, вона дебютувала в збірній у поєдинку проти США. З 2019 рік зіграла 6 матчів та відзначилася 2-а голами в національній збірній.

## Статистика виступів
| Збірна Японії | Збірна Японії | Збірна Японії |
| Рік           | Матчі         | Голи          |
| ------------- | ------------- | ------------- |
| 2019          | 6             | 2             |
| Загалом       | 6             | 2             |